# TwoSet Violin
TwoSet Violin (parfois abrégé TwoSet) est un duo composé de deux violonistes australiens, Brett Yang et Eddy Chen, ainsi qu'une chaîne Youtube éponyme en langue anglaise consacrée au violon et à la musique classique. Le duo s'est fait connaître en présentant l'instrument et la musique sous un angle humoristique et moderne ainsi que pour ses collaborations avec des solistes reconnus comme Hilary Hahn, Ray Chen ou Chloe Chua. Encourageant la pratique instrumentale, le duo a forgé « Ling-Ling », une personnalité fictive dotée de pouvoirs surnaturels lui permettant de travailler sans relâche pour se perfectionner, et ponctue régulièrement ses vidéos du leitmotiv « Go practice ».

## Présentation

### Style et thèmes
Le duo présente et vulgarise la pratique instrumentale et la culture autour du violon ainsi que la musique classique plus généralement. Recourant souvent à l'humour, le duo exploite les possibilités offertes par internet, les médias sociaux et les chaînes Youtube pour moderniser l'image et l'univers de la musique classique,.

### Créateurs
Le duo et la chaîne Youtube ont été formés par deux violonistes australiens amis d'enfance, Brett Yang et Eddy Chen. Durant leur enfance à Brisbane, les deux garçons pratiquent le violon et poursuivent leurs études dans cette voie. Diplômés du Conservatoire du Queensland (Université Griffith), ils intègrent différentes formations symphoniques avant de se consacrer exclusivement à leur chaîne Youtube à partir de 2013,,.

### «Ling-Ling», «Go practice» et encouragement de la pratique instrumentale
Dans leurs vidéos, Brett Yang et Eddy Chen encouragent leurs auditeurs à aller pratiquer leur instrument de musique. Ils insistent sur l'importance d'adopter un état d'esprit exigeant et concentré sur l'entraînement pour développer ses aptitudes techniques et musicales. De leur point de vue, ce sont les pré-requis pour que la pratique d'un instrument de musique trouve pleinement son sens.
Dans cette dynamique, les deux youtubers utilisent fréquemment le leitmotiv « Go practice » pour conclure leurs vidéos.
Ils ont de plus créé une personnalité fictive dénommée « Ling-Ling ». Celle-ci représente une jeune personne aux pouvoirs surhumains étudiant et pratiquant son instrument de musique de manière intense (« plus de 40 heures par jour »), atteignant grâce à cet entraînement l'excellence technique et expressive,.
La communauté du duo a ainsi repris ces expressions et en a dérivé de nombreux mèmes.

### Collaborations
Ami avec Hillary Hahn, Ray Chen ou Chloé Chua, le duo a réalisé plusieurs vidéos avec ces solistes, les mettant notamment en scène dans des contextes de défis humoristiques,,,. Eddy Chen et Brett Yang ont également réalisés d'autres vidéos sur le thème du violon violon en faisant intervenir des solistes comme Maxime Vengerov ou Janine Jansen.
Par ailleurs, les collaborations entre le duo TwoSet Violin et d'autres artistes ne se limitent pas au violon ou la musique classique. Les deux violonistes ont par exemple réalisé plusieurs vidéos et participé à des évènements avec le bassiste italien Davide Biale de la chaîne Youtube Davie504,.

## Historique
Brett Yang et Eddy Chen créent la chaîne Youtube TwoSet Violin et commencent à y poster des vidéos en 2013.
Durant l'année 2020, le duo TwoSet Violin participe à un affrontement de vidéos humoristiques avec le bassiste de la chaîne Davie504. Les deux chaînes s'opposent pour déterminer quel instrument du violon ou de la basse est supérieur à l'autre.
Au début de l'année 2023, TwoSet Violin et Davie504 organisent un concert à Singapour pour se confronter les uns avec les autres devant leur public. Les youtubers annoncent l'évènement par des vidéos les mettant aux défis de se mesurer les uns les autres,.
En 2024, le duo est invité pour le Concours musical international Reine Élisabeth de Belgique afin de réaliser plusieurs vidéos sur la compétition. L'objectif des organisateurs est de moderniser l'image du concours et de la musique classique en Belgique.
Le 14 octobre 2024, le duo annonce leur décision d'arrêter la création de contenu, cependant une tournée est prévue pour les années à venir . 

## Évènements des 2, 3 et 4 millions d'abonnés
Pour marquer les barres symboliques d'audience de leur chaîne Youtube, Brett Yang et Eddy Chen organisent des évènements musicaux pour leur communauté.

### Livestream des2 millionsd'abonnés («2 Mil Tchaik»)
Pour célébrer leurs 2 millions d'abonnés sur la chaîne TwoSet Violin, Eddy Chen et Brett Yang interprètent le Concerto pour violon en ré majeur de Piotr Tchaïkovski. Disposant de moyens limités, les deux artistes réalisent leur performance en livestream depuis chez eux, Brett Yang jouant la partie soliste et Eddy Chen des parties de l'orchestre.

### Livestream des3 millionsd'abonnés («3 Mil»)
Atteignant les 3 millions d'abonnés durant la pandémie de Covid-19, les deux acolytes réalisent à nouveau un livestream. Cette fois, ils décident de jouer le Concerto pour violon en ré mineur de Jean Sibelius et inversent leurs rôles : Eddy Chen tient le rôle du soliste et Brett Yang celui de l'orchestre.

### Concert des4 millionsd'abonnés («4 Mil Subs Concert»)
Durant l'année 2022, la chaîne Youtube approche progressivement les 4 millions d'abonnés. Pour fêter ce succès, les deux violonistes organisent un concert pour lequel Brett Yang s'engage à jouer le Concerto pour violon no 2 en mi mineur de Félix Mendelssohn. Pour l'occasion, l'Orchestre symphonique de Singapour participe à l'évènement et des violons Stradivarius sont prêtés aux deux artistes. Le soliste Ray Chen s'est également prêté au jeu de préparer Brett Yang pour son interprétation de la partie solo.

## Audiences
En mai 2024, le nombre d'abonnés à la chaîne Youtube était d'environ 4 millions de personnes. Les comptes Facebook et Instagram Twoset Violin approchaient le million de followers chacun.